# Giuseppe Grassi
Giuseppe Grassi (ur. 5 października 1942 w Carmignano) – włoski kolarz torowy i szosowy, dwukrotny medalista mistrzostw świata.

## Kariera
Największy sukces w karierze Giuseppe Grassi osiągnął w 1968 roku, kiedy zdobył złoty medal w wyścigu ze startu zatrzymanego amatorów podczas torowych mistrzostw świata w Montevideo. W zawodach tych Włoch bezpośrednio wyprzedził Holendra Ceesa Stama i Szwajcara Benny'ego Hergera. Był to jedyny medal wywalczony przez Grassiego na międzynarodowej imprezie tej rangi. Startował także w wyścigach szosowych, wygrywając między innymi GP Cemab w 1966 roku, a w 1967 roku był trzeci w klasyfikacji generalnej szwajcarskiego Tour des Quatre-Cantons. Nigdy nie brał udziału w igrzyskach olimpijskich.